# Jeton habitant
Pour les articles homonymes, voir Jeton (homonymie).

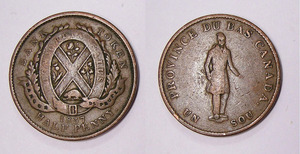
Un sou / Half penny, Banque du Peuple, cuivre.

Un jeton habitant est une monnaie de nécessité en cuivre fabriquée par l'Empire britannique pour la Province du Bas-Canada.
Cette monnaie a été émise en 1838, contrairement à la date qui figure sur les pièces et qui indique 1837. Il existe plusieurs valeurs : 1 sou/half penny (9,5 g), 2 sous/un penny (19 g). 
Leur nom provient du fait que sur la face rédigée en français figure un habitant en tenue traditionnelle.
La frappe est assurée par l'entreprise Boulton & Watt.
Ils ont été frappés aux noms des quatre banques majeures du Bas-Canada qui se sont associées pour la création de ces jetons, d'où la mention bank token. Les quatre banques mentionnées tour à tour sur le ruban au-dessous les armoiries où figurent la devise latine concordia salus, sont : la City Bank, la Banque de Montréal, la Banque du Peuple et la Banque de Québec.

## Source
- W. K. Cross, Jean Dale (éd.), A Charlton Standard Catalogue: Canadian Colonial Tokens, 9e édition, Kitchener, The Charlton Press, 2015,  (ISBN 9780889683686).